# Antun Pogačnik
Antun Pogačnik (Livno, 6 gennaio 1913 – Bali, 21 maggio 1978) è stato un calciatore jugoslavo, di ruolo centrocampista.

## Carriera

### Giocatore

#### Nazionale
Il suo debutto con la nazionale jugoslava risale al 1º agosto 1937 nella partita contro la Turchia giocatasi a Belgrado. La sua seconda ed ultima partita con la nazionale risale al 6 settembre dello stesso contro la Romania giocatasi sempre nella capitale jugoslava.
Indossò la maglia della nazionale per un totale di due partite.

## Palmarès

### Giocatore
- Campionato jugoslavo: 1

Građanski Zagabria: 1936-1937

### Allenatore
- Coppa di Jugoslavia: 1

Partizan: 1952